# Monument à la 16e division irlandaise de Guillemont
Le monument à la 16e division irlandaise, est un monument commémoratif de la Première Guerre mondiale, situé à Guillemont, dans le département de la Somme.

## Historique
Le monument de Guillemont commémore les combats livrés dans par la 16e division irlandaise, pour la prise du village de Guillemont, le 3 septembre 1916, au cours de la Bataille de la Somme.
Le 3 septembre 2016, dans le cadre de la célébration du centenaire de la Bataille de la Somme, Arlene Foster, Première ministre d'Irlande du Nord et Martin Mac Guiness, Premier ministre d'Irlande et son adjoint, Heather Humphreys, ministre des Arts et du Patrimoine de la république d'Irlande et Géraldine Byrne-Nason, ambassadeur d’Irlande en France ont participé à une cérémonie officielle au cours de laquelle ont été lus les noms des 1 161 Irlandais et des 116 Français morts lors des combats de Guillemont et Ginchy.

## Caractéristiques

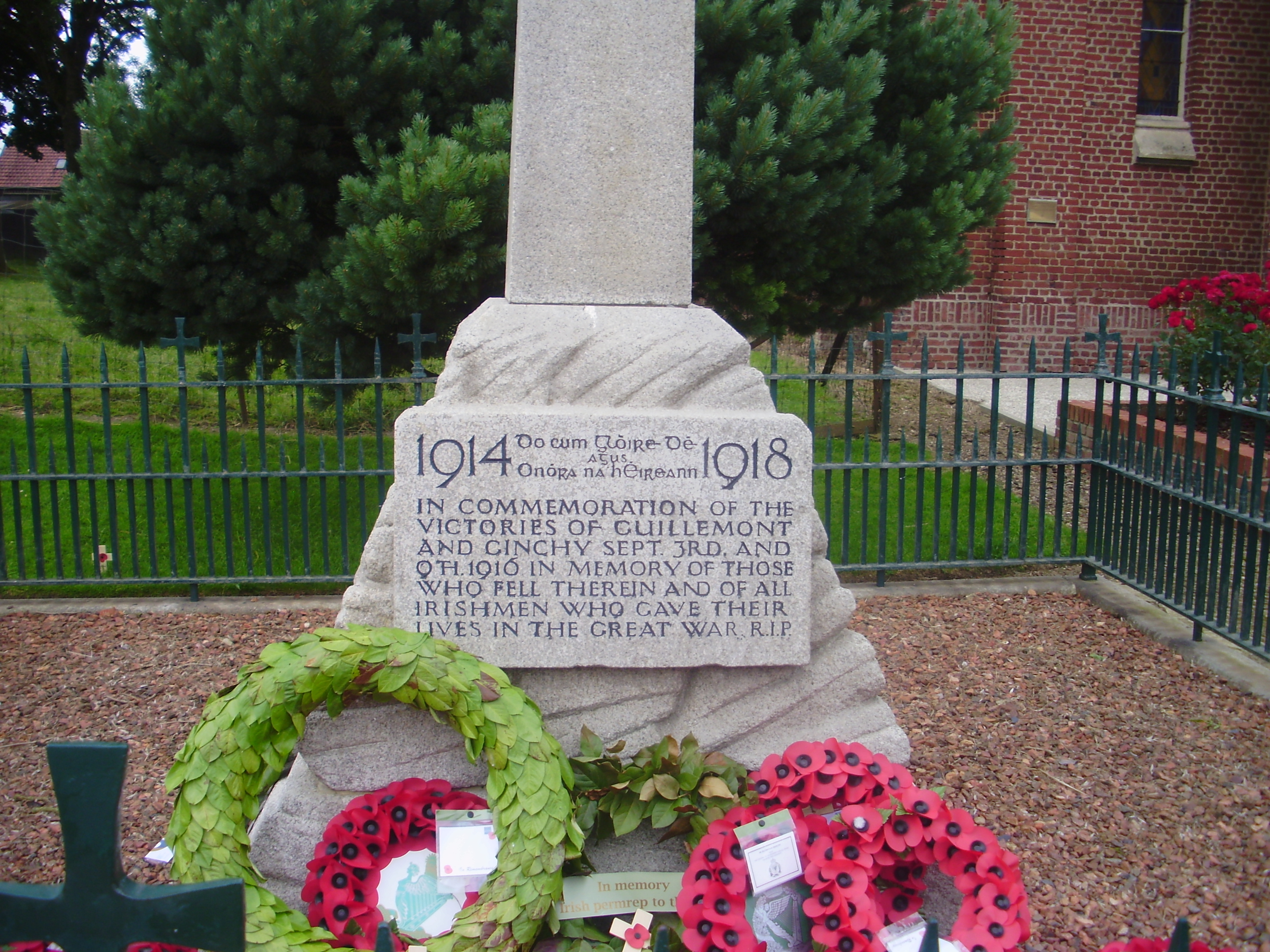

Situé tout à côté de l'église de Guillemont, le monument à la 16e division irlandaise, au cœur du village, a la forme d'une simple croix celtique en pierre. Elle est ornée du trèfle irlandais et rend hommage à la 16e division irlandaise, qui réussit, après d’âpres combat à prendre Guillemont le 3 septembre 1916 et Ginchy le 9 septembre de la même année.

Ce monument est également dédié à tous les Irlandais qui moururent au cours de la Première Guerre mondiale, comme l’indique l’inscription sous le monument : 

« À la mémoire de ceux qui sont tombés à ces occasions et à tous les Irlandais qui ont donné leur vie au cours de la Grande Guerre. »

Une inscription en gaélique figure aussi sur le monument.

## Pour approfondir